# Schneestock
Der Schneestock ist mit einer Höhe von 3608 m der zweithöchste Gipfel der Urner Alpen in der Schweiz. Er ist befindet sich allerdings nur knapp einen halben Kilometer nördlich des Dammastocks (3630,3 m), des höchsten Gipfels der Urner Alpen und ist von diesem lediglich durch das Dammajoch (ca. 3570 m) getrennt. Schneestock und Dammastock bilden somit auch die höchsten Erhebungen des sogenannten Winterbergs, wie der zentrale Kamm der Urner Alpen auch genannt wird. Dieser fällt nach Osten recht steil zum Göschener Tal ab, wogegen die fast vollständig vergletscherte Westseite weit weniger stark geneigt ist, an der der Rhonegletscher bis an die Gipfel heranreicht. Vom Schneestock senkt sich der Kamm in nordwestlicher Richtung bis zum Eggstock (3556 m) ab, dazwischen liegt noch ein recht markanter Gipfelpunkt mit einer Höhe von 3583 m, der auf der Landeskarte der Schweiz aber keinen Namen trägt.

## Besteigungsgeschichte
Der höchste Punkt des Winterbergs wurde bis etwa 1870 auch als „Schneestock“ bezeichnet, insofern war die Unterscheidung von Schneestock und Dammastock unscharf.
Die erste Besteigung des Schneestocks erfolgte am 7. Juli 1864 durch G. Wenger aus Bern in Begleitung des Führers Andreas von Weissenfluh. Die Besteigung erfolgte von der einen Tag zuvor eingerichteten Hütte am Thältistock, der heutigen Trifthütte, über das Obere Triftlimi. Es herrschte starkes Schneetreiben, so ist es möglicherweise zu erklären, dass der wenig entfernte und vom Schneestock nicht besonders schwer zu erreichende Dammastock nicht gleich mitbestiegen wurde. Letzterer wurde drei Wochen später auf ähnlicher Route von Albert Hoffmann-Burckhardt aus Basel mit zwei Führern bestiegen, darunter ebenfalls Andreas von Weissenfluh.
Eine anspruchsvolle Klettertour stellt die Ostkante des Schneestocks dar, die von Alfred Amstad und Guido Masetto im Jahr 1935 erstbegangen wurde.

## Anstiegsmöglichkeiten
Meist wird der Schneestock im Rahmen einer Besteigung des Dammastock mitbestiegen. Ausgangspunkt ist dabei meist entweder die nordwestlich liegende Trifthütte (2520 m) oder das Hotel Belvédère an der Südrampe des Furkapasses (2271 m). Letzteres ist insbesondere im Frühsommer eine sehr beliebte Skitour.
Ausgangspunkt für eine Begehung der Ostkante ist die Dammahütte (2438 m). Die Kletterschwierigkeit wird mit V+ angegeben.